# Maarten Haverkamp
Maarten Cornelis Haverkamp (Langbroek, 15 maart 1974) is een Nederlands politicus namens het CDA.
Na de lagere school volgde Haverkamp van 1986 tot 1993 havo en vwo aan het Comenius College te Hilversum. Aansluitend studeerde hij tot 1999 theologie aan de Vrije Universiteit, maar voltooide deze studie niet. Hij heeft tevens een opleiding professional consulting, AMBI en Domino R5 Designer gevolgd.
Haverkamp begon zijn politieke loopbaan in 1998 als lid van de gemeenteraad van Nederhorst den Berg voor het CDA, waarvan hij in februari dat jaar lid was geworden. In 2002 werd hij lid van de gemeenteraad van Wijdemeren, een functie die hij eind 2002 neerlegde.
Haverkamp werd op 26 juli 2002 benoemd tot lid van de Tweede Kamer voor het CDA. Bij de Tweede Kamerverkiezingen van 2003 en 2006 werd hij herkozen. In de Tweede Kamer hield hij zich onder meer bezig met binnenlandse zaken (Overheidsloket en informatiseringsbeleid), defensie (internationale veiligheid), verkeer en buitenlandse zaken. Hij keerde zich in april 2007 tegen de toenemende 'verengelsing' van de nationale luchthaven Schiphol.
Haverkamp stond in 2010 voor de Tweede Kamerverkiezingen namens het CDA wederom op de kandidatenlijst, op plaats 26, en werd niet direct herkozen. Na de toetreding van CDA-Kamerleden tot het kabinet-Rutte I werd hij op 26 oktober 2010 wederom lid van de Tweede Kamer. Hij was woordvoerder openbaar vervoer en media. Na de verkiezingen van 2012 keerde Haverkamp niet terug in de Kamer.
Haverkamp was lid van de commissie Parlementaire enquête naar het Financieel Stelsel.
Op 28 mei 2025 is Maarten Haverkamp beëdigd als burgemeester van De Bilt.
De protestantse politicus Haverkamp woont in Nederhorst den Berg.

## Loopbaan
- Van 1 april 1998 tot 1 januari 2002 lid van de gemeenteraad van Nederhorst den Berg
- Van 1 oktober 1999 tot 1 september 2000 medewerker bij de Koninklijke Nederlandse Akademie van Wetenschappen (K.N.A.W.)
- Van 1 januari 2000 tot 1 september 2002 consultant bij IBM Nederland
- Van 1 januari 2002 tot 1 oktober 2002 lid van de gemeenteraad van Wijdemeren (vicefractievoorzitter)
- Van 26 juli 2002 tot 17 juni 2010 lid van de Tweede Kamer der Staten-Generaal
- Van 26 oktober 2010 tot 20 september 2012 lid van de Tweede Kamer der Staten-Generaal

### Nevenfuncties
- Van 1 september 1999 tot 1 januari 2002 Buitengewoon Ambtenaar Burgerlijke Stand (BABS) bij de gemeente Nederhorst den Berg
- Vanaf 1 januari 2001 tevens BABS bij de gemeente Wijdemeren
- Vanaf 1 augustus 2001 lid van het bestuur van de Oranjevereniging Nederhorst den Berg